# Corrhenes mystica
Corrhenes mystica là một loài bọ cánh cứng trong họ Cerambycidae.